# Magda B. Arnold
Magda B. Arnold (22 de diciembre de 1903, Moravská Třebová, Imperio austrohúngaro - 2 de octubre de 2002, Tucson, Arizona) fue una investigadora y teórica de la psicología que se destacó especialmente por formular una teoría de las emociones, conocida como appraisal theory, en la que, inspirándose en la concepción tomista, sostenía que las emociones son activadas por una cognición previa, que puede ser inconsciente, pero que puede hacerse consciente por la capacidad de la inteligencia humana de reflexionar. Por esta teoría se la considera un antecedente de las teorías de las emociones del cognitivismo. 
Junto con el sacerdote y psicólogo jesuita John A. Gasson, Arnold formuló una teoría general de la personalidad fundada en la antropología cristiana, especialmente inspirada en santo Tomás de Aquino. Desde esta perspectiva criticó a las principales teorías de su tiempo, como el psicoanálisis de Sigmund Freud, la psicología del individuo de Alfred Adler, la psicología analítica de Carl G. Jung y el conductismo. Es también conocida por sus investigaciones sobre la memoria y sobre el Test de Apercepción Temática (T.A.T). 
Ejerció sus actividades profesionales en Canadá y en Estados Unidos. Fue profesora en la Universidad de Toronto (1942 -1946), en el Wellesley College (1947-1948), en el Bryn Mawr College (1948-1950), en el Barat College (1950-1952), en la Universidad Loyola Chicago, en la que permaneció durante veinte años (1952-1972), y en el Spring Hill College (1972-1975). Se desempeñó además como psicoterapeuta en los Servicios Psicológicos del "Canadian Veterans Affairs Department" (1946 -1947).

## Obra
- Arnold, M. B. (1942). Emotional factors in experimental neuroses. Toronto (tesis doctoral).
- Arnold, M. B. (1960). Emotion and personality. Vol. I: Psychological aspects; v. II: Neurological and physiological aspects. New York: Columbia University Press (Está publicado en español por la Editorial Losada, Buenos Aires, 1969-1970).
- Arnold, M. B. (1962). Story Sequence Analysis: A new method of measuring motivation and predicting achievement. New York: Columbia University Press.
- Arnold, M. B. (1984). Memory and the brain. Hillsdale, NJ: Lawrence Erlbaum Associates, Inc.
- Arnold, M. B., & Gasson, J. A. (Eds.) (1954). The human person: An approach to an integral theory of personality. New York: The Ronald Press.

## Reconocimientos
- 1957: beca Guggenheim.[4]